# Nivea

Nivea-Creme-Dose (1993)

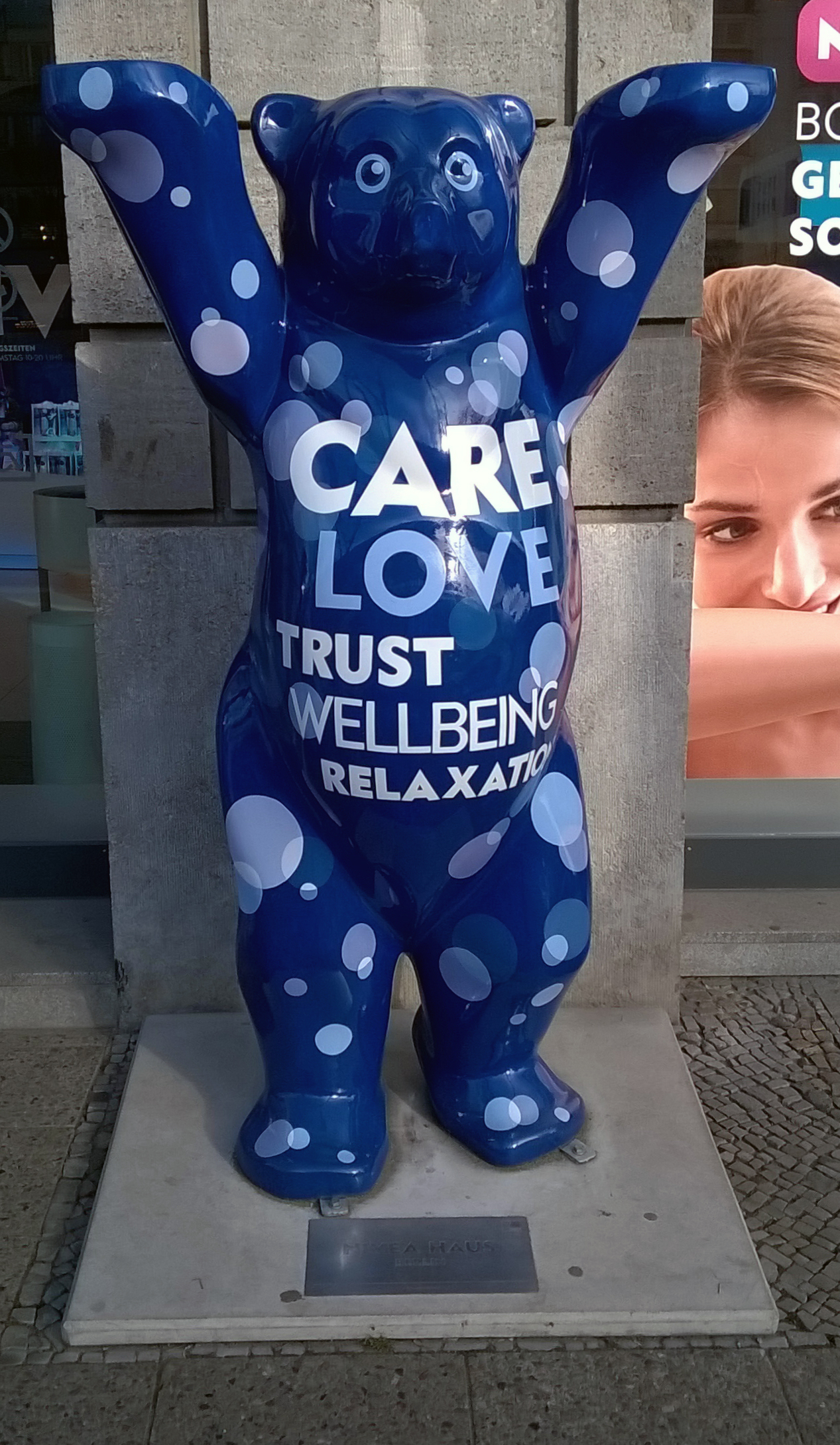
Buddy Bär, Unter den Linden 28 in Berlin-Mitte

Nivea (Eigenschreibweise: NIVEA) ist eine geschützte Marke der Beiersdorf AG. Erstmals angemeldet und eingetragen wurde sie 1905, in das Register des heutigen Deutschen Patent- und Markenamts, eingeführt wurde sie 1911. Die Marke Nivea wurde in den vergangenen Jahrzehnten zur Dachmarke mit diversen Submarken und umfasst heute Reinigungs- und Pflegeprodukte für den Körper.

## Geschichte
Als Gründungsjahr der Beiersdorf AG gilt heute 1882, das Jahr ihres ersten Patentes. Das Unternehmen war anfangs auf die Herstellung medizinischer Pflaster (Guttapercha-Pflastermulle) spezialisiert.
1890 verkaufte Paul Beiersdorf sein Unternehmen an den Apotheker Oscar Troplowitz.
Seit 1906 gab es eine weiße Nivea-Seife.
Den Namen Nivea leitete Oscar Troplowitz ab von der weiblichen Form des lateinischen Adjektivs niveus (zu nix, nivis, Schnee). Nivea bedeutet „die Schneeweiße“. Das heißt, der Name Nivea tauchte zuerst an einer Seife auf und wurde ursprünglich erfunden für eine Seife.
Im Dezember 1911 verkaufte Beiersdorf die erste Nivea-Creme, die ebenfalls weiß war, an Apotheken und Drogerien. Die erste Nivea-Dose war beigegelb mit grüner Schreibschrift und orangen Jugendstilranken am Rand.
Im Jahr 1925 bekam die Nivea-Creme-Dose ihr typisches Blau, entwickelt vom Werbeleiter Juan Gregorio Clausen, mit der blauen Farbwahl im Auftritt unpolitisch.
Heute gehört die Hautpflegecreme Nivea zu den bekanntesten Produkten der Beiersdorf AG.
Während der Zeit des Nationalsozialismus initiierten Wettbewerber wie Queisser & Co., Mouson, Wolo und Lohmann, die auf dem Markt der Hautcremes mit Beiersdorf konkurrierten, ab 1933 eine antisemitische Kampagne. Sie druckten und verteilten zehntausende von gelben Klebezetteln mit der Aufschrift „Wer Nivea-Artikel kauft, unterstützt damit eine Judenfirma!“. Geschaltet wurde eine Werbeanzeige mit dem Slogan: „Keine jüdische Hautcreme mehr benutzen! Lovana-Creme ist mindestens gleich gut, ist billiger und rein deutsch“. Apotheker und Drogisten wurden per Rundschreiben der Konkurrenten dazu aufgefordert, „anstelle jüdischer Präparate solche nationaler Herkunft zu empfehlen“.

## Zusammensetzung der Hautpflegecreme
Grundlage war die Entdeckung von Eucerit, einem aus Schafswollfett gewonnenen Emulgator, dem ersten ungiftigen, stabilen Wasser-in-Öl-Emulgator. Daraus entwickelte der Apotheker Oscar Troplowitz, Inhaber der Firma Beiersdorf, in enger Zusammenarbeit mit dem Chemiker Isaac Lifschütz und dem Dermatologen Paul Gerson Unna eine neuartige Hautcreme. Im Dezember 1911 brachte Beiersdorf die erste Hautcreme der Welt mit langanhaltender Wirkung auf den Markt. Die Rezeptur ist seit den Anfangstagen nahezu unverändert geblieben: 

„Aqua, Paraffinum Liquidum, Cera Microcristallina, Glycerin, Lanolin Alcohol (Eucerit®), Paraffin, Panthenol, Magnesium Sulfate, Decyl Oleate, Octyldodecanol, Aluminum Stearates, Citric Acid, Magnesium Stearate, Limonene, Geraniol, Hydroxycitronellal, Linalool, Citronellol, Benzyl Benzoate, Cinnamyl Alcohol, Parfum.“

## Produktlinien
Die Produktlinien der Marke Nivea umfassen unter anderem Gesichtspflege, dekorative Kosmetik, Haarpflege und Haarstyling, Deodorants, Körperlotionen, Handcremes, Sonnenschutzmittel, Feinseifen und Duschgel. Historisch war die klassische Anwendung der Hand- und Gesichtspflege. In den 1930er Jahren warb Nivea bereits mit dem Sonnenschutz, denn „sonst gibt’s statt Bräunung Sonnenbrand.“ Der Werbespruch im Mai 1936 lautete: „Mit Nivea in Luft und Sonne.“ Im Jahre 1941 wurde mit den Worten: „erhöht die bräunende Wirkung der Sonnenstrahlung“ geworben.

## Kritik
Einige Nivea-Produkte standen 2004 aufgrund bedenklicher Inhaltsstoffe in der Kritik. Darunter waren zehn Produkte, die laut Öko-Test Formaldehydabspalter enthielten, welche zur Konservierung eingesetzt wurden. Formaldehyd steht im Verdacht, Krebs auszulösen, und kann Allergien verursachen. Beiersdorf gab bekannt, dass in Duschgels und Shampoos auf Formaldehyd, Erdöl und halogenorganische Verbindungen verzichtet werde (2007). Bis 2015 enthielt ein Teil der Reinigungs- und Duschprodukte Mikroplastik in Form von Polyethylen-Microbeads. Seit 2016 sind alle Nivea-Produkte frei von diesen Polyethylen-Partikeln. Stattdessen werden biologisch abbaubare Substanzen wie mikrokristalline Cellulosepartikel verwendet. 2017 geriet Nivea zusammen mit vielen anderen Kosmetik-Produkten wieder in die Kritik, als Greenpeace auf die Verwendung von Mikrokunststoffen wie Cyclomethicon, Polyquaternium-Verbindungen oder auch Polyamide aufmerksam machte. Diese Kunststoffe gelten als aquatisch toxisch oder als nicht biologisch abbaubar.

## Niveablau
Die charakteristische blaue Farbe (Pantone 280 C) ist eines der wenigen Beispiele für eine Farbmarke.

## Nivea-Häuser

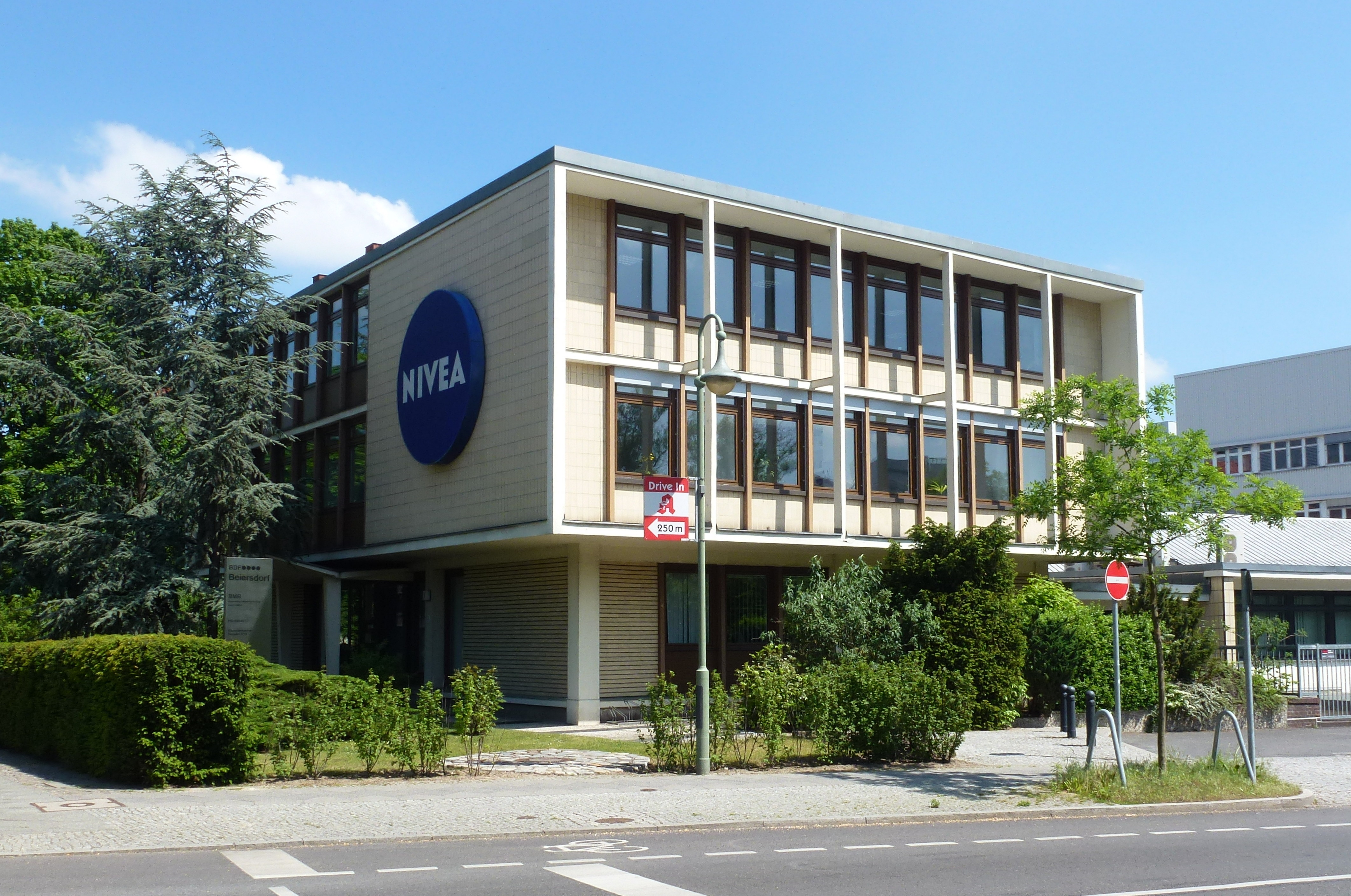
Nivea-Produktionsstätte seit 1980 am Berliner Salzufer

Nivea betreibt in Hamburg und Berlin ein sogenanntes Nivea Haus, in dem auch Behandlungen mit den Produkten erfolgen. In Hamburg handelt es sich um das Prien-Haus.
In Berlin betreibt Beiersdorf seit 1980 eine Produktionsstätte in der Franklinstraße am Salzufer.